# Adolf Schlösser (Bergbeamter)
Gustav-Adolf Schlösser (* 24. Dezember 1858 in Salzgitter; † 29. Mai 1941 in Sankt Andreasberg im Harz) war ein deutscher Bergbeamter und Unternehmer.

## Leben
Gustav-Adolf Schlösser stammte sowohl väterlicher- als mütterlicherseits aus einer hannoverschen Bergbeamtenfamilie. 1882 bestand er das Abitur. Anschließend studierte er an der Technischen Hochschule Hannover, der Bergakademie Clausthal und der Bergakademie Berlin das Bergfach sowie an der Friedrich-Wilhelms-Universität Berlin Rechtswissenschaft und Volkswirtschaft. In Hannover wurde er Mitglied des Corps Macaro-Visurgia. Nach Studienreisen nach Österreich, Böhmen, Belgien, Frankreich und England wurde er 1886 Bergreferendar.
1889 legte Schlösser das Bergassessor-Examen ab und wurde Leiter der Preußischen Berginspektion am Habichtswald bei Kassel. 1892 erfolgte seine Ernennung zum königlichen Bergwerksdirektor. Von 1896 bis 1919 war er Leiter der Preußischen Berginspektion am Deister zu Barsinghausen, wobei er 1901 zum Königlichen Bergrat, 1912 zum Königlichen Oberbergrat und 1917 zum Königlichen Geheimen Bergrat ernannt wurde. 1906 und 1912 bekämpfte er erfolgreich zwei Bergarbeiterstreiks. Während des Ersten Weltkriegs wurde er 1916 Direktor der amtliche Kohlenverteilungsstelle zu Barsinghausen-Hannover, der er auch nach Kriegsende unter Aufgabe der Leitung der Berginspektion bis Ende 1923 innehatte, während er 1919 die Leitung der Berginspektion auf Verlangen der Barsinghäuser Bergarbeiter verlor. Zu Beginn des Jahres 1924 wurde er pensioniert. Während seiner Amtszeit war er von 1910 bis 1919 Vorstand der Bantorfer Kohlenzechen AG in Bantorf, von 1919 bis 1923 Leiter des Niedersächsischen Kohlesyndikats, von 1919 bis 1924 Aufsichtsratsmitglied des Reichskohlenverbands in Berlin, von 1894 bis 1924 Vorstandsmitglied und ab 1912 Vorsitzender des Hauptknappschaftsvereins zu Clausthal bzw. der Hannoverschen Knappschaft, von 1912 bis 1924 Aufsichtsratsmitglied der Norddeutschen Knappschaftspensionskasse in Halle (Saale), von 1913 bis 1923 des Knappschaftlichen Rückversicherungsverein in Berlin, von 1896 bis 1918 Mitglied des Gemeindeausschusses in Barsinghausen und von 1906 bis 1918 Mitglied des Kreistags des Landkreises Linden.
Nach seiner Pensionierung wandte er sich bis 1929 vollständig der Leitung der Niederdeutschen Kohlengroßhandlung Adolf Schlösser zu, deren Inhaber er war. Daneben war er Aufsichtsratsmitglied der Niederdeutschen Konzernbank, Vorstandsmitglied der Patentverwertungsgesellschaft in Essen und Hannover und der Erdölwerke Donner und Doria in Dollbergen sowie Grubenvorstandsmitglied der Gewerkschaften Richard und Henri in Hannover. Außerdem gehörte er dem Aufsichtsrat verschiedener Firmen der Hochbau-, Metallerzeugungs-, Lacke und Farben-, Textil-, Lebensmittel- und Marmorindustrie an.

## Auszeichnungen
- Landwehrdienstauszeichnung
- Roter Adlerorden 4. Klasse
- Verdienstkreuz für Kriegshilfe

## Schriften
- Steinkohlenbergbau am Süntel
- Steinkohlenbergbau am Osterwald
- Kritische Darstellung der Conventionen und Syndikate für Steinkohlen und Koks im Ruhrbezirk vom Anbeginn bis zum Jahre 1888 nach ihrer Berechtigung und ihren wirtschaftlichen Erfolgen
- Kritische Beleuchtung und Vergleichung der Zinkentsilberung zu Ems (Lahn), Lauenthal (Harz), Oker (Harz), Friedrichshütte (Oberschlesien) und Przibram
- Die geologischen Verhältnisse der Gegend westlich und östlich der Eisenbahnstrecke zwischen Algermissen und Sehnde der Hildesheim-Lehrter Route